# Curva granulométrica

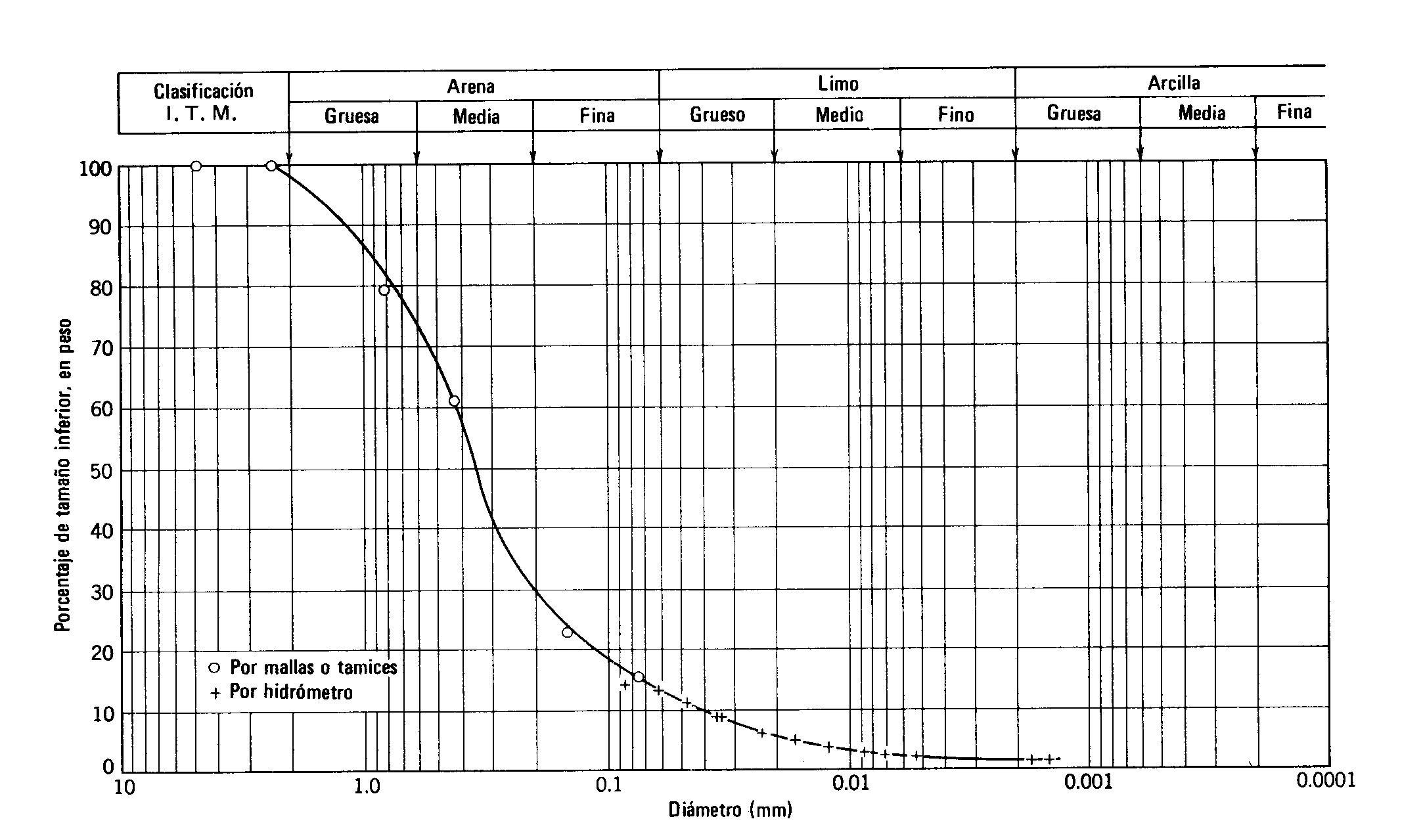
Curva granulométrica de un suelo areno-limoso, representado en un papel "log-normal". (Distribución acumulada)

La curva granulométrica de un suelo es una representación gráfica de los resultados obtenidos en un laboratorio cuando se analiza la estructura del suelo desde el punto de vista del tamaño de las partículas que lo forman. 
Para este análisis se utilizan dos procedimientos en forma combinada, las partículas mayores se separan por medio de tamices con aberturas de malla estandarizadas, y luego se pesan las cantidades que han sido retenidas en cada tamiz.

## Tamaño de una partícula
| Símbolo | Nombre               | Definición                                                                                           |
| ------- | -------------------- | --- |
| dv      | diámetro volumétrico | diámetro de la esfera del mismo volumen que la partícula.                                            |
| ds      | diámetro superficial | diámetro de la esfera de la misma área superficial que la partícula.                                 |
| dt      | diámetro de tamiz    | tamaño equivalente de la menor abertura cuadrada o redonda a través de la cual pasaría la partícula. |
| dst     | diámetro de Stokes   | diámetro de la esfera que presentarla la misma velocidad de sedimentación que la partícula.          |
| da      | diámetro del área    | diámetro de un círculo que proyectado tuviese la misma área que la proyección de la partícula.       |

## Características de una curva granulométrica
Cuando se estudia una muestra de granulométrica, es a menudo necesario dar cuenta de toda la muestra con un solo número: un tamaño característico, un tamaño medio o equivalente. No es fácil escoger tal tamaño porque hay muchas formas de calcularlo, especialmente si se quiere adaptar al tipo de fenómeno involucrado.
A continuación se definen los valores que indican la noción de principales parámetros de una distribución.

### Modo o moda
El modo, o moda, es el tamaño que corresponde a la mayor frecuencia, es decir, al máximo de la frecuencia (fi para una representación discreta, o f para una distribución continua). 
En una distribución diferencial, corresponde al punto más alto en una distribución acumulada corresponde al punto de mayor pendiente (en general el punto de inflexión).

### Mediana
La mediana es el tamaño que corresponde al 50% de la distribución acumulada. En otros términos 50% de los granos poseen un tamaño inferior a la mediana y 50% un tamaño superior.

### Media aritmética
La media aritmética, {\displaystyle t^{-}} llamada simplemente tamaño medio, es el momento de orden 1 de la distribución. Se puede expresar con la fórmula:
{\displaystyle t^{-}=\int _{0}^{\infty }\mathbf {f(t)*t} \cdot d\mathbf {t} }

### Media geométrica
La media geométrica, {\displaystyle t_{g}^{-}}, es muy utilizado en las distribuciones logaritmizadas. Se puede expresar con la fórmula:
{\displaystyle t_{g}^{-}=\int _{0}^{\infty }\mathbf {f(t)*logt} \cdot d\mathbf {t} }

### Diámetro medio equivalente
Si se trata de una partícula no esférica, se toma a menudo como diámetro equivalente, el diámetro de la esfera del mismo volumen que la partícula. Otra escogencia es el diámetro del círculo de la misma área, que la proyección de la imagen de la partícula sobre el medio registrador (foto, pantalla).
Considerando la distribución en número, se pueden calcular los varios tamaños medios para una población de granos esféricos, cuya dimensión esté definida por su diámetro {\displaystyle d}.
Sea {\displaystyle d_{i}} el diámetro representativo del intervalo de tamaño que corresponde a la clase "i" de la población. Sea {\displaystyle n_{i}} el número de granos en la clase "i".
El volumen de 1 grano de la clase "i" es: . . . . . . . . .... . .{\displaystyle {\frac {\pi }{6}}*d_{i}^{3}}
El volumen de todos los granos de la clase "i" es: . . . .  . .{\displaystyle {\frac {\pi }{6}}*n_{i}*d_{i}^{3}}

El volumen total de los granos es: . . . . . . . . . . . . . . . . .{\displaystyle {\frac {\pi }{6}}\sum _{i}{n_{i}*d_{i}^{3}}}

El número total de granos es: . . . . . . . . . . . . . . . . . . . . .{\displaystyle \sum _{i}n_{i}}
El volumen total de los granos dividido por el número total de granos es el volumen medio por grano, el cual se escribe:
{\displaystyle {\frac {{\frac {\pi }{6}}\sum _{i}{n_{i}*d_{i}^{3}}}{\sum _{i}n_{i}}}={\frac {\pi }{6}}\sum _{i}{\Delta {F_{i}}*d_{i}^{3}}}
El grano medio equivalente tiene un diámetro {\displaystyle d_{v}^{-}} tal que {\displaystyle \sum _{i}n_{i}}  granos de este diámetro tuvieran un volumen igual al volumen total:
{\displaystyle {\frac {\pi }{6}}*\sum _{i}{n_{i}*d_{i}^{3}}={\frac {\pi }{6}}*{\left({d_{v}^{-}}\right)}^{3}\sum _{i}{n_{i}}}
De donde este diámetro {\displaystyle d_{v}^{-}}  llamado diámetro medio en volumen de la distribución en número, que se puede calcular por:
{\displaystyle {\left({d_{v}^{-}}\right)}^{3}=\sum _{i}{\Delta {F_{i}}*d_{i}^{3}}=M_{3}}
o sea:
{\displaystyle {d_{v}^{-}}={\left(M_{3}\right)}^{\frac {1}{3}}}
En forma idéntica se podría calcular {\displaystyle d_{s}^{-}} , el diámetro medio en superficie de la distribución en número, como el diámetro de la esfera tal que {\displaystyle \sum _{i}n_{i}}  esferas semejantes tuvieran la misma superficie que la muestra:
{\displaystyle {d_{s}^{-}}={\left(M_{2}\right)}^{\frac {1}{2}}}
Este diámetro equivalente es particularmente importante en los estudios de los fenómenos de superficie, ya que es el diámetro de la esfera que posee la misma área específica que la población.
El área específica es la relación de la superficie al volumen del grano o del sistema. Permite hallar la superficie disponible para la adsorción por unidad de volumen de una sustancia.

### Área específica
El área específica de {\displaystyle n_{i}} granos esféricos de diámetro {\displaystyle \delta }:
{\displaystyle {\frac {Superficie}{Volumen}}={\frac {n_{i}*\pi *{\delta }^{2}}{\frac {n_{i}*\pi *{\delta }^{3}}{6}}}={\frac {6}{\delta }}}
Área específica de la población:
{\displaystyle {\frac {SuperficieTotal}{VolumenTotal}}={\frac {\sum {n_{i}*\pi *{d_{i}}^{2}}}{\frac {\sum {n_{i}*\pi *{d_{i}}^{3}}}{6}}}={\frac {\sum {\Delta {F_{i}}*{d_{i}}^{2}}}{\frac {\sum {\Delta {F_{i}}*{d_{i}}^{3}}}{6}}}=6{\frac {M_{2}}{M_{3}}}}

al igualar los valores:  {\displaystyle \delta ={\frac {M_{3}}{M_{2}}}} ; siendo: {\displaystyle M_{3}=\sum {\Delta {F_{i}}*{d_{i}}^{3}}} ; y. {\displaystyle M_{2}=\sum {\Delta {F_{i}}*{d_{i}}^{2}}}
Este diámetro se llama diámetro medio de Sauter (SMD), y se nota {\displaystyle d_{vs}^{-}}, y puede calcularse como la relación entre el momento de orden 3 y el momento de orden 2 de la distribución en número. Por tal razón se simboliza a veces como D(3,2).

### Varianza
El momento de orden 2 respecto a la media {\displaystyle t^{-}} se llama varianza y se escribe σ2, cuadrado
de la desviación estándard σ.
σ2 {\displaystyle =\int _{0}^{\infty }\mathbf {f(t)*[t_{i}-t^{-}]^{2}} \cdot d\mathbf {t} }

### Desviación estándar
La desviación estándar  σ es una medida de la dispersión de los datos alrededor del valor medio; por lo tanto, da cuenta de la "anchura" de la distribución.
σ {\displaystyle ={\sqrt {\int _{0}^{\infty }\mathbf {f(t)*[t_{i}-t^{-}]^{2}} \cdot d\mathbf {t} }}}

## Tamizado
La primera fase del tamizado consiste en busca primero el tamaño más grande tmax y el más pequeño tmin , reportados en el análisis. Como estos valores no son necesariamente valores redondeados, se tienen interés en tomar dos límites con valores numéricos redondeados, escogidos de acuerdo al recorte ulterior del
intervalo, y que incluyen todos los valores reportados. 
Por ejemplo si tmax = 9,3 μm y tmin = 1,3 μm se puede tener interés en escoger como límites bien sea 1 - 10 μm, bien sea 0 - 10 μm.
Luego se divide el intervalo entre los límites en un cierto número de intervalos de clasificación, en general un mínimo de 10 y un máximo de 50. Este proceso se llama a menudo tamizaje ya que corresponde a una operación de clasificación de polvo que lleva el mismo nombre, en la cual se coloca una serie de tamices uno encima del otro.
En el tamizaje, se recoge en cada tamiz los granos de tamaño superior al tamaño de la malla de este tamiz pero de tamaño inferior al tamaño de la malla del tamiz inmediatamente superior.
Un intervalo de clasificación de índice "i" se define por los dos límites:   
Este intervalo cubre el rango {\displaystyle \Delta } ti  =  ti max - ti min  y posee un tamaño medio representativo de
todos los granos del intervalo. Este tamaño medio del intervalo se escoge según los casos como la media aritmética o la media geométrica de los límites del intervalo:
media aritmética {\displaystyle t_{i}={\frac {{t_{imax}}+{t_{imin}}}{2}}}
media geométrica {\displaystyle t_{i}={\sqrt {{t_{imax}}*{t_{imin}}}}}

### Distribución de tamaños
El intervalo "i" contiene todos los granos cuyo tamaño "t" es tal que tmin < t ≤  tmax
Para proceder a la clasificación, se realiza el conteo del número de granos en cada intervalo "i", obteniéndose entonces el número total de granos de la muestra como la sumatoria {\displaystyle \sum n_{i}} .
La relación {\displaystyle {\frac {n_{i}}{\sum n_{i}}}} indica la fracción (en números) de los granos que poseen un tamaño correspondiente al intervalo "i".
En los datos clasificados la lista de los tamaños de los granos que corresponden al intervalo "i" se reemplaza por dos datos: uno que define el intervalo "i" ({\displaystyle t_{imax}} o {\displaystyle t_{i}}) y otro que dé cuenta del conteo de granos perteneciendo a este intervalo ({\displaystyle n_{i}} o 
{\displaystyle {\frac {n_{i}}{\sum {n_{i}}}}}).
El conjunto de estos dos datos para todos los intervalos "i” se llama distribución de tamaños.

### Distribución por masa
Recordamos que en cada tamiz se recoge los granos del intervalo de tamaños limitado por los tamaños de malla del tamiz en cuestión y del tamiz inmediatamente superior.
Consideremos los granos que están contenidos en el tamiz "i" y más bien que contar su número, lo que puede ser muy tedioso, se pesa la masa 
{\displaystyle m_{i}} de granos del intervalo "i". Se repite tal operación para todos los intervalos obteniéndose las fracciones en masa 
{\displaystyle {\frac {m_{i}}{\sum m_{i}}}} para cada intervalo. 

### Distribución por volumen
La misma consideración se puede tener para el volumen en cada intervalo "i", determinando el volumen {\displaystyle v_{i}} de granos del intervalo "i". Se repite tal operación para todos los intervalos obteniéndose las fracciones en volumen 
{\displaystyle {\frac {v_{i}}{\sum v_{i}}}} para cada intervalo. 
El conjunto de estas fracciones define la distribución en masa y la distribución en volumen, las cuales es obviamente son diferentes a la distribución en número.

## Distribución diferencial
Se representa un histograma diferencial mediante un diagrama de barra, es decir, como una serie de rectángulos uno al lado del otro. 
Para cada rectángulo, correspondiente al intervalo {\displaystyle i}:
- La anchura corresponde a aquella del intervalo {\displaystyle t_{i}=t_{imax}-t_{imin}}

- El área del rectángulo es proporcional a la fracción diferencial  {\displaystyle \Delta {F_{i}}^{n}={h_{i}}^{n}\Delta t_{i}}

La altura {\displaystyle {h_{i}}^{n}} es entonces una medida de la fracción por intervalo unitario (es decir si {\displaystyle \Delta {t_{i}}=1}).
Esta representación posee la ventaja de ser insensible al tipo de recorte efectuado. En efecto, si se divide cada intervalo, la división de {\displaystyle \Delta t_{i}} se repercuta sobre {\displaystyle \Delta {F_{i}}^{n}} y {\displaystyle {h_{i}}^{n}} mantiene el mismo significado.

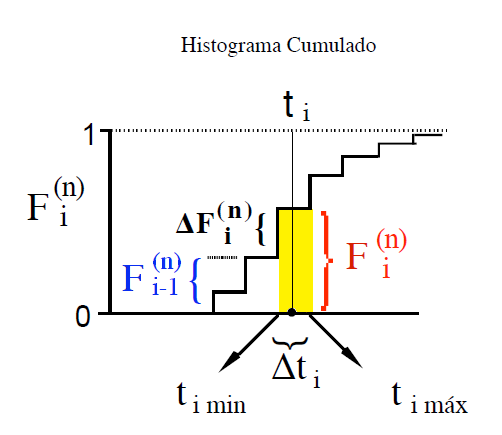
Histograma cumulado

## Distribución acumulada
De la misma forma se traza un histograma acumulado como una sucesión de peldaños de altura {\displaystyle \Delta F_{i}} para producir la escalera {\displaystyle F_{i}}.
{\displaystyle {F_{i}}^{n}={F_{i-1}}^{n}+\Delta {F_{i}}^{n}}
En el gráfico (Fig. 7) se coloca el valor {\displaystyle {F_{i}}^{n}} a partir del tamaño {\displaystyle t_{imin}}, puesto que se define {\displaystyle {F_{i}}^{n}} 
como el cúmulo de las fracciones {\displaystyle \Delta {F_{i}}^{n}} hasta incluso la que corresponde al intervalo {\displaystyle i}.
En ciertos casos se prefiere usar, no una escalera, sino una línea compuesta de segmentos de recta, que unen los puntos [{\displaystyle t_{i},{F_{i}}^{n}}].

## Valores centrales
Al referirse a una muestra de granos, es a menudo necesario dar cuenta de toda la muestra con un solo número: un tamaño característico, un tamaño medio o tamaño equivalente. Hay varias formas de calcular tal tamaño, especialmente si se quiere adaptarlo al tipo de fenómeno involucrado. 

### Centro o medio de una distribución
Los símbolos corresponden a una distribución en número; para obtener los equivalentes para las otras distribuciones bastaría añadir el símbolo (n) a los símbolos {\displaystyle f} y {\displaystyle \Delta F}. 
El modo es el tamaño que corresponde a la mayor frecuencia, es decir, al máximo de {\displaystyle f_{i}} o {\displaystyle f}. En una distribución diferencial, corresponde al punto más alto en una distribución cumulada corresponde al punto de mayor pendiente (en general el punto de inflexión).
La mediana es el tamaño que corresponde al 50% de la distribución acumulada {\displaystyle F_{i}} o {\displaystyle F=0.5}. En otros términos 50% de los granos poseen un tamaño inferior a la mediana y 50% un tamaño superior. A veces se usa la notación D(n, 0.5) o D(v, 0.5) según se trata de distribución en número o volumen.
La media aritmética {\displaystyle t^{-}}, llamada simplemente tamaño medio, es el momento de orden 1 de la distribución.
{\displaystyle t^{-}=\sum _{i}\Delta F_{i}*t_{i}=\sum _{i}f_{i}*t_{i}\Delta t_{i}}
- o en expresión integral - 
{\displaystyle t^{-}=\int _{0}^{\infty }\mathbf {f(t)*t} \cdot d\mathbf {t} }
La media geométrica {\displaystyle t_{g}^{-}}, es muy utilizado en las distribuciones logaritmizadas.
{\displaystyle t_{g}^{-}=\Pi _{i}t_{i}^{\Delta F_{i}}}
- o - 
{\displaystyle logt_{g}^{-}=\sum _{i}\Delta f_{i}*{log}t_{i}}
- o e expresión integral - 
{\displaystyle t_{g}^{-}=\int _{0}^{\infty }\mathbf {f(t)*logt} \cdot d\mathbf {t} }
Se notará que la expresión de la media geométrica es la de la media aritmética en la cual se sustituye {\displaystyle t} por {\displaystyle logt}.